# お城まつり
お城まつり・城まつり（おしろまつり・しろまつり）は、城郭・城跡がある自治体において、その城を中心に行われる祭りで、春・秋（4～5月、10～11月）に開催される事が多い。「自治体名＋お城まつり」と表記される事が多く、開催地やその周辺では単に「お城祭り」でも通じる。

## 各地の祭り

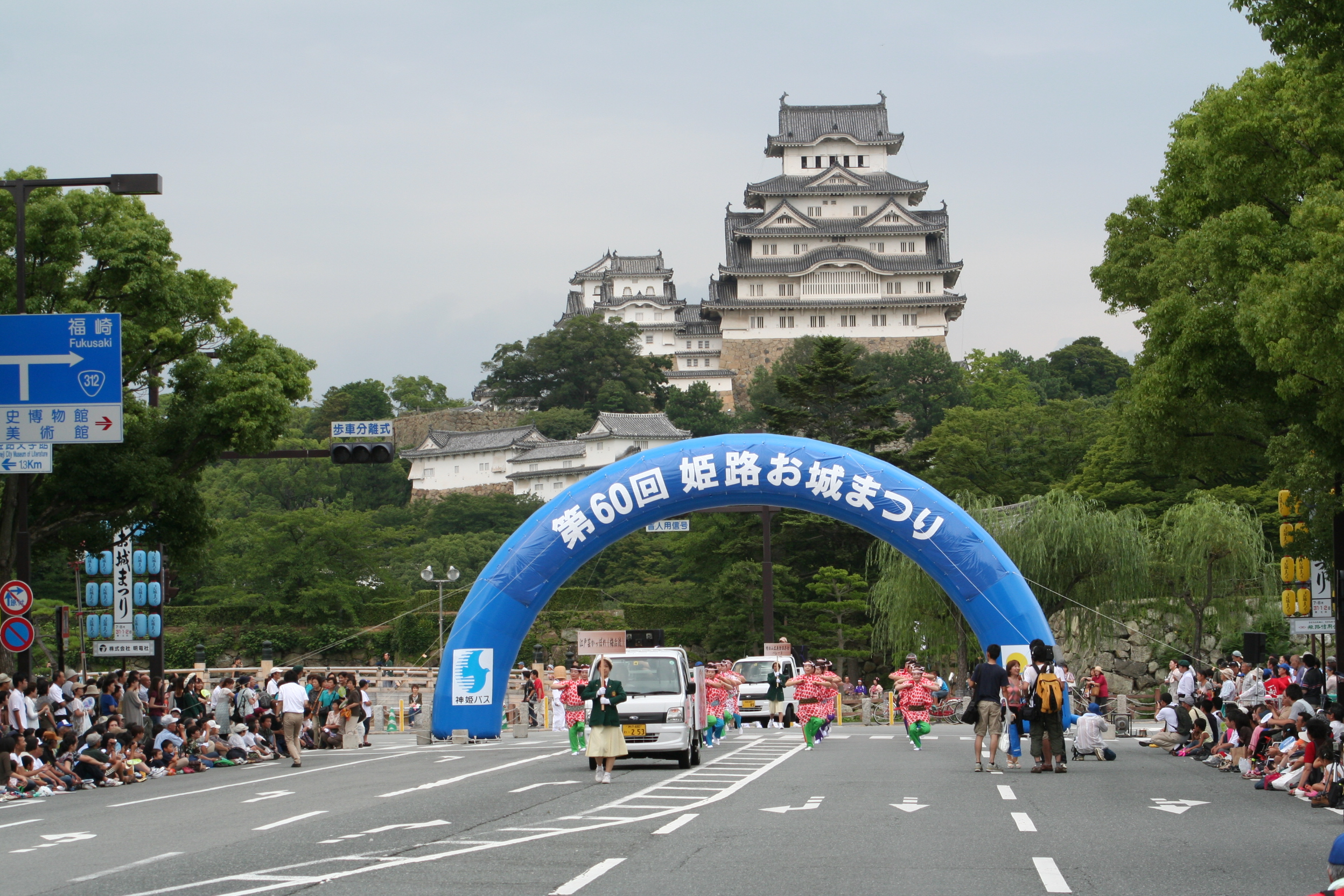
姫路お城まつり
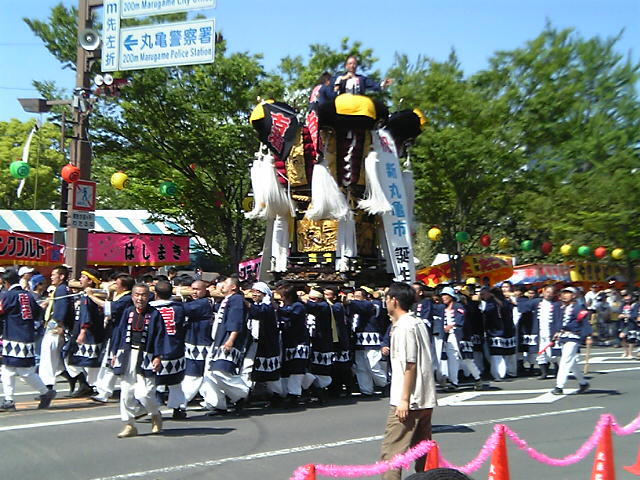
丸亀お城まつり
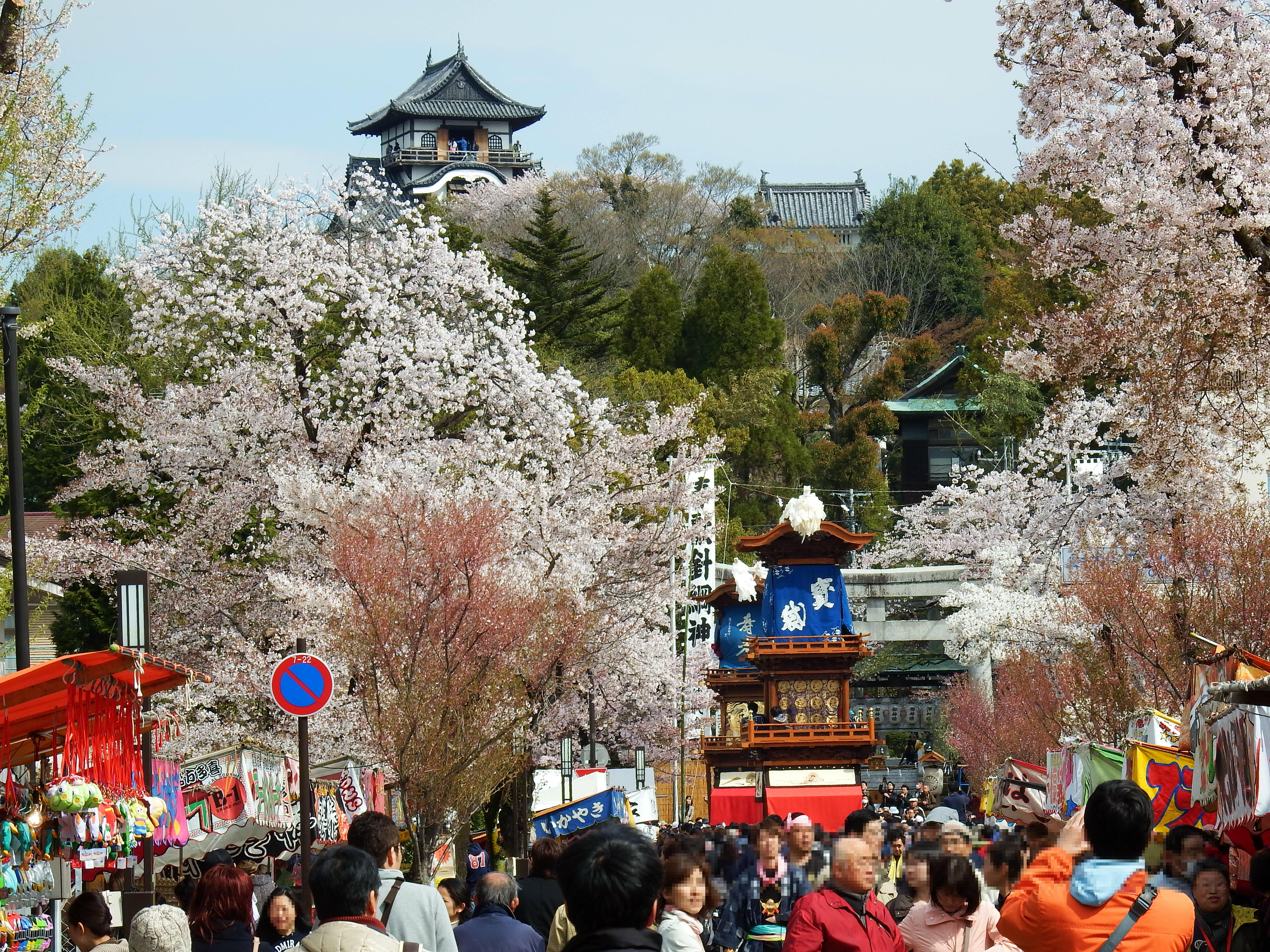
犬山お城まつり

| 名称                   | 城郭       | 開催地名             | 開催時期       | 初回開催年月日        |
| ---------------------- | ---------- | -------------------- | -------------- | --------------------- |
| 箱館五稜郭祭           | 五稜郭     | 北海道函館市         | 5月下旬        | 1970年（昭和45年）    |
| 志波城まつり           | 志波城     | 岩手県盛岡市         | 9月初旬        |                       |
| 上山城まつり           | 上山城     | 山形県上山市         | 5月初旬        |                       |
| 十万石棚倉城まつり     | 棚倉城     | 福島県東白川郡棚倉町 | 4月中旬        |                       |
| 箕輪城まつり           | 箕輪城     | 群馬県高崎市         | 10月下旬       |                       |
| 久留里城祭り           | 久留里城   | 千葉県君津市         | 10月下旬       |                       |
| 館山城まつり           | 館山城     | 千葉県館山市         | 10月中旬       |                       |
| 大多喜お城まつり       | 大多喜城   | 千葉県大多喜町       | 10月上旬       | 1975年（昭和50年）9月 |
| 関宿城まつり           | 関宿城     | 千葉県野田市         |                |                       |
| 小田原お城祭り         | 小田原城   | 神奈川県小田原市     | 5月上旬        | 1965年（昭和40年）    |
| 松本お城まつり         | 松本城     | 長野県松本市         | 10月下旬       |                       |
| 高島城祭               | 高島城     | 長野県諏訪市         | 5月下旬        |                       |
| 七尾城まつり           | 七尾城     | 石川県七尾市         | 9月中旬        |                       |
| 犬山お城まつり         | 犬山城     | 愛知県犬山市         | 3月下旬        | 1996年（平成8年）3月  |
| お城まつり             | 小浜城     | 福井県小浜市         |                |                       |
| おおの城まつり         | 大野城     | 福井県大野市         | 8月中旬        |                       |
| 彦根お城まつり         | 彦根城     | 滋賀県彦根市         | 11月3日        |                       |
| 二条城お城まつり       | 二条城     | 京都府京都市         |                |                       |
| 福知山お城まつり       | 福知山城   | 京都府福知山市       | 4月上旬        |                       |
| 田辺城まつり           | 田辺城     | 京都府舞鶴市         | 5月下旬        |                       |
| お城まつり             | 岸和田城   | 大阪府岸和田市       |                |                       |
| 姫路お城まつり         | 姫路城     | 兵庫県姫路市         | 8月初旬        | 1947年（昭和22年）4月 |
| 置塩城まつり           | 置塩城     | 兵庫県姫路市         | 10月下旬       |                       |
| 出石お城まつり         | 出石城     | 兵庫県出石町         | 11月3日        |                       |
| わだやま竹田お城まつり | 竹田城     | 兵庫県和田山町       |                |                       |
| 大和郡山お城まつり     | 大和郡山城 | 奈良県大和郡山市     | 4月上旬        | 1961年（昭和36年）    |
| たかとり城まつり       | 高取城     | 奈良県高取町         | 11月23日       |                       |
| たかはしお城まつり     | 備中松山城 | 岡山県高梁市         | 4月中旬        |                       |
| お城まつり             | 松江城     | 島根県松江市         |                |                       |
| 鞍掛城まつり           | 鞍掛山城   | 山口県岩国市玖珂町   | 11月           |                       |
| 丸亀お城まつり         | 丸亀城     | 香川県丸亀市         | 5月のGW        | 1950年（昭和25年）    |
| 松山春まつり           | 松山城     | 愛媛県松山市         | 4月上旬        |                       |
| 高知お城まつり         | 高知城     | 高知県高知市         |                |                       |
| きつきお城まつり       | 杵築城     | 大分県杵築市         | 5月初旬        |                       |
| くまもとお城まつり     | 熊本城     | 熊本県熊本市         | 春・夏・秋・冬 |                       |
| 人吉お城まつり         | 人吉城     | 熊本県人吉市         | 5月上旬        | 2006年（平成18年）    |

- 姫路お城まつり
- 丸亀お城まつり
- 犬山お城まつり